# Veprecula sculpta
Veprecula sculpta é uma espécie de gastrópode do gênero Veprecula, pertencente a família Raphitomidae.